# Rains County
Das Rains County ist ein County im Bundesstaat Texas der Vereinigten Staaten. Das U.S. Census Bureau hat bei der Volkszählung 2020 eine Einwohnerzahl von 12.164 ermittelt. Der Sitz der County-Verwaltung (County Seat) befindet sich in Emory.

## Geographie
Das County liegt im Nordosten von Texas, ist im Norden etwa 70 km von Oklahoma entfernt und hat eine Fläche von 670 Quadratkilometern, wovon 69 Quadratkilometer Wasserfläche sind. Es grenzt im Uhrzeigersinn an folgende Countys: Hopkins County, Wood County, Van Zandt County und Hunt County.

## Geschichte
Rains County wurde 1870 aus Teilen des Hopkins County, Hunt County und Wood County gebildet. Benannt wurde es nach Emory Rains, einem frühen Juristen des späteren Countys.

## Demografische Daten
Nach der Volkszählung im Jahr 2000 lebten im Rains County 9.139 Menschen in 3.617 Haushalten und 2.680 Familien. Die Bevölkerungsdichte betrug 15 Einwohner pro Quadratkilometer. Ethnisch betrachtet setzte sich die Bevölkerung zusammen aus 91,91 Prozent Weißen, 2,92 Prozent Afroamerikanern, 0,82 Prozent amerikanischen Ureinwohnern, 0,34 Prozent Asiaten, 0,04 Prozent Bewohnern aus dem pazifischen Inselraum und 2,55 Prozent aus anderen ethnischen Gruppen; 1,41 Prozent stammten von zwei oder mehr Ethnien ab. 5,53 Prozent der Einwohner waren spanischer oder lateinamerikanischer Abstammung.
Von den 3.617 Haushalten hatten 28,8 Prozent Kinder oder Jugendliche, die mit ihnen zusammen lebten. 61,9 Prozent waren verheiratete, zusammenlebende Paare 9,1 Prozent waren allein erziehende Mütter und 25,9 Prozent waren keine Familien. 22,3 Prozent waren Singlehaushalte und in 11,2 Prozent lebten Menschen im Alter von 65 Jahren oder darüber. Die durchschnittliche Haushaltsgröße betrug 2,51 und die durchschnittliche Familiengröße betrug 2,92 Personen.
23,8 Prozent der Bevölkerung war unter 18 Jahre alt, 7,4 Prozent zwischen 18 und 24, 25,1 Prozent zwischen 25 und 44, 27,7 Prozent zwischen 45 und 64 und 16,1 Prozent waren 65 Jahre alt oder älter. Das Durchschnittsalter betrug 41 Jahre. Auf 100 weibliche Personen kamen 99,8 männliche Personen und auf 100 Frauen im Alter von 18 Jahren oder darüber kamen 96,4 Männer.

Das jährliche Durchschnittseinkommen eines Haushalts betrug 33.712 USD, das Durchschnittseinkommen einer Familie betrug 40.329 USD. Männer hatten ein Durchschnittseinkommen von 31.983 USD, Frauen 21.594 USD. Das Pro-Kopf-Einkommen betrug 16.442 USD. 11,4 Prozent der Familien und 14,9 Prozent der Einwohner lebten unterhalb der Armutsgrenze.

## Kultur und Sehenswürdigkeiten
Ein Bauwerk und drei Stätten sind im National Register of Historic Places („Nationales Verzeichnis historischer Orte“; NRHP) eingetragen (Stand 1. Dezember 2021), darunter das Rains County Courthouse.

## Städte und Gemeinden
- Bright Star
- Dougherty
- East Tawakoni
- Emory
- Flats
- Ginger
- Point
- Willow Springs